# فندق بيت المملوكة
بَيْت ٱلْمَمْلُوكَة (بالإنجليزية: Bayt al-Mamlūkah)‏، هو فندق بوتيكي فاخر يقع في مدينة دمشق القديمة في سوريا. تأسس عام 2005 في أقدم حي في المدينة، وهو الحي المسيحي في باب توما ("بوابة القديس توما"). 
الفندق عبارة عن منزل دمشقي مُرَمَّم يعود تاريخه إلى القرن السابع عشر للميلاد. يوفر الفندق ثماني غرف مختلفة تحمل كل منها اسم شخصية تاريخية شهيرة من التاريخ العربي أو الإسلامي، مثل: ابن رشد، وبيبرس.
يحتوي الفندق على لوحات ورموز أصلية يعود تاريخها إلى القرن الثامن عشر ميلادي، بالإضافة إلى ممر مقنطر يعود إلى منتصف القرن السادس عشر للميلاد، ولوحة جدارية مسيحية عمرها 200 عام. 

## روابط خارجية
- المملكة، الموقع الإلكتروني للفندق.
- بيت المملكة، دمشق: مكان الإقامة، مراجعة في قسم السفر في التلغراف.
- فنادق المدينة البوتيكية: المملكة - دمشق، سوريا - فندق بوتيك فاخر، وصف في مجلة السفر الفاخرة.
- استمتع بأصدق ثقافة في العالم العربي مع فندق المملكة السورية، مراجعة في فندق ومنتجع من الداخل.